# تورن (فلم 2018)
تورن، هو فيلم دراما من إنتاج وإخراج نوزاد شيخاني Nawzad Shekhany، والذي قام أيضاُ بتصويره ومونتاجه.
تلقى الفيلم إستحسان العديد من النقاد ولجان التحكيم، وأشادوا بالإخراج، والتمثيل، والتصوير السنيمائي والمونتاج.

## خط الحكاية
تورن الجد، والابن، وتورن الحفيد ثلاثة أجيال تحكي قصة شعب منسي ومهدد بالخطر، نتيجة تعرض الإيزيديين بإستمرار إلى الإضطهاد، وحملات الإبادة الجماعية. تورن هو قصة من أجبر على ترك وطنه بسبب الحروب، والقمع، والمجازر، وإضطر إلى الإندماج مع مجتمعات غريبة. تورن هو صراع بين الموت والحياة، تصادم الحضارات والأديان، وصراع من أجل البقاء. تورن هو قصة البحث عن الإنتماء والتفاني الكامل. تورن هو هاملت اليوم «أكون أو لا أكون».

## القصة
في محاولة يائسة للحفاظ على هوية أسلافه المتجذرة في بلاد ما بين النهرين، فر تورن الجد مع عائلته إلى أرمينيا، ثم إلى جورجيا في الوقت الذي تعرض فيه شعبه للإبادة الجماعية على أيدي العثمانيين. تورن الابن، 26 سنة رسام ايزيدي موهوب ولد في جورجيا. فقد والديه وهو طفل صغير ليتربى في كنف جديه و (مراز) شقيقه الأكبر. يدخل الشاب تورن في مواجهة غير عادلة بين الماضي والحاضر، ومع مجتمع غريب يجهل عادات وتقاليد أسرته. يعاني كثيرا، ويتمرد على هويته. النجاح في الرسم لا يحرره من صراعه الداخلي، ومرضه القاتل الذي يخلق صراعاً بين الموت والحياة. يتعرض تورن إلى عزلة نفسية قاسية، لا يستفق منها إلا بعد أن يلتقي الطبيبة الجورجية ايكا (24) سنة، ويعود بذاكرته لنصائح أسرته. تقرر عائلة تورن العودة إلى أرض آبائهم وأجدادهم، لكن مصيراً أسودأ ينتظرهم، حيث موجة جديدة من الإبادة الجماعية، وهذه المرة من قبل داعش!

## طاقم العمل
- إيميدا أرابولي:[3] تورن، رسام موهوب
- كريستينا جيجينادزي:[4] أيكا، طبيبة
- زوراب تسينتسكيلادزي: ديفيد، والد أيكا
- ليفان كيبياني: زوراب، مدير أعمال تورن
- جاسو أوسمانوفي:[5] مراز، شقيق تورن
- ليفان جانيليدزي: كوكا، أفضل صديق لـ تورن
- ناتا جولياشفيلي: تيونا، صديقة زوراب
- ناتا مانجافيدزي: دكتورة ناتا، صديقة أيكا

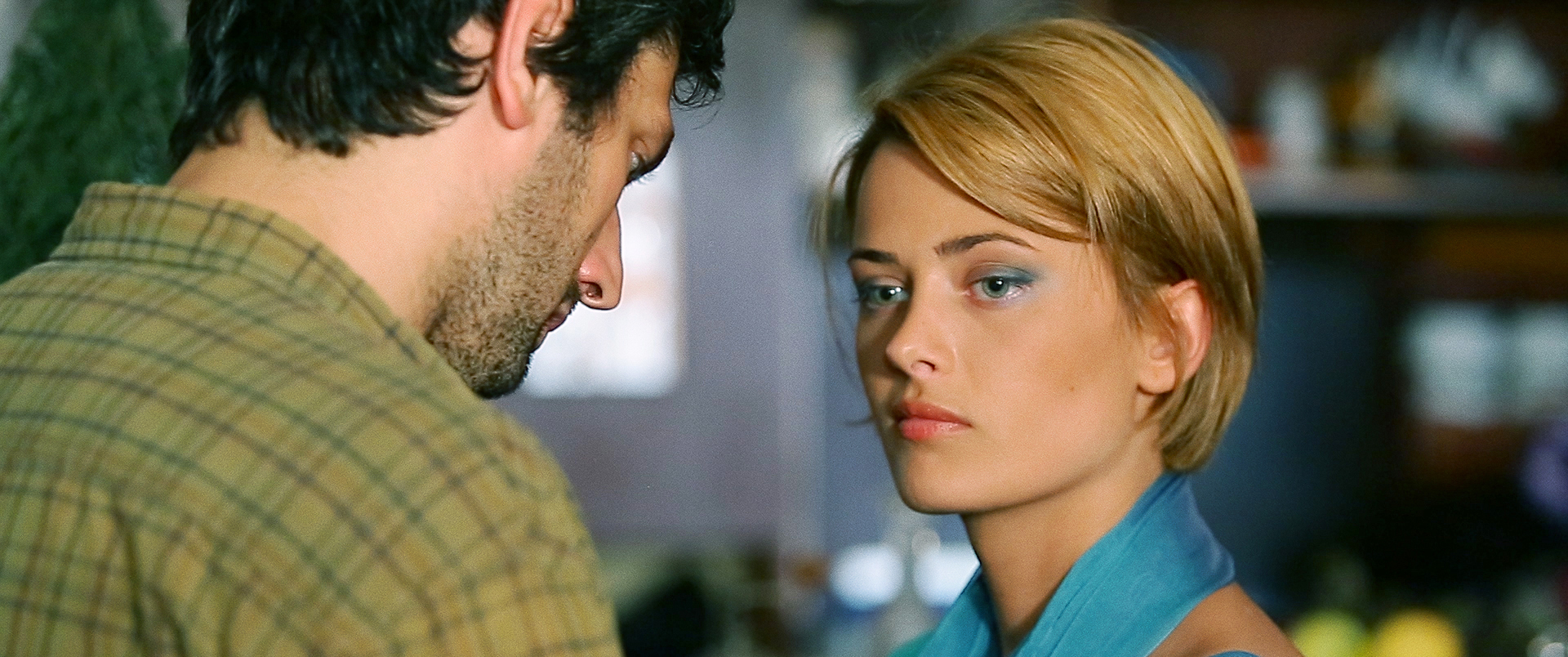
تورن و ايكا

## الإنتاج
في 2 أكتوبر 2013، أُعلن أن نوزاد شيخاني سيقوم بإنتاج وإخراج فيلم يركز فيه على موضوع الإبادات الجماعية بحق الايزيديين، ومن أُضطر بترك وطنه بسبب الحروب والاضطهاد والمذابح، وتوجب إندماجه في مجتمعات غريبة. ومن المفارقات الغريبة أنه بعد أن كان الفيلم يخضع لعمليات المونتاج، قام تنظيم الدولة الإسلامية (داعش) بإرتكاب حملة إبادة جماعية ضد الإيزيديين في العراق في 14 آب/ أغسطس 2014، مما دفع مخرج ومنتج الفيلم نوزاد شيخاني لإعادة صياغة سيناريو الفيلم، وتصوير مشاهد إضافية لتتناسب مع واقع جديد تم فرضه.
تم تصوير الفيلم بين جورجيا (تبليسي، باتومي) والعراق (معبد لالش).

## الكتابة
كتب سيناريو الفيلم نوزاد شيخاني، وجاسو أوسمانوفي في كولونيا (ألمانيا) وتم تحديثه في تبليسي (جورجيا). بعد ظهور داعش تم إعادة صياغة السيناريو من قبل نوزاد شيخاني.

## إصدار الفيلم

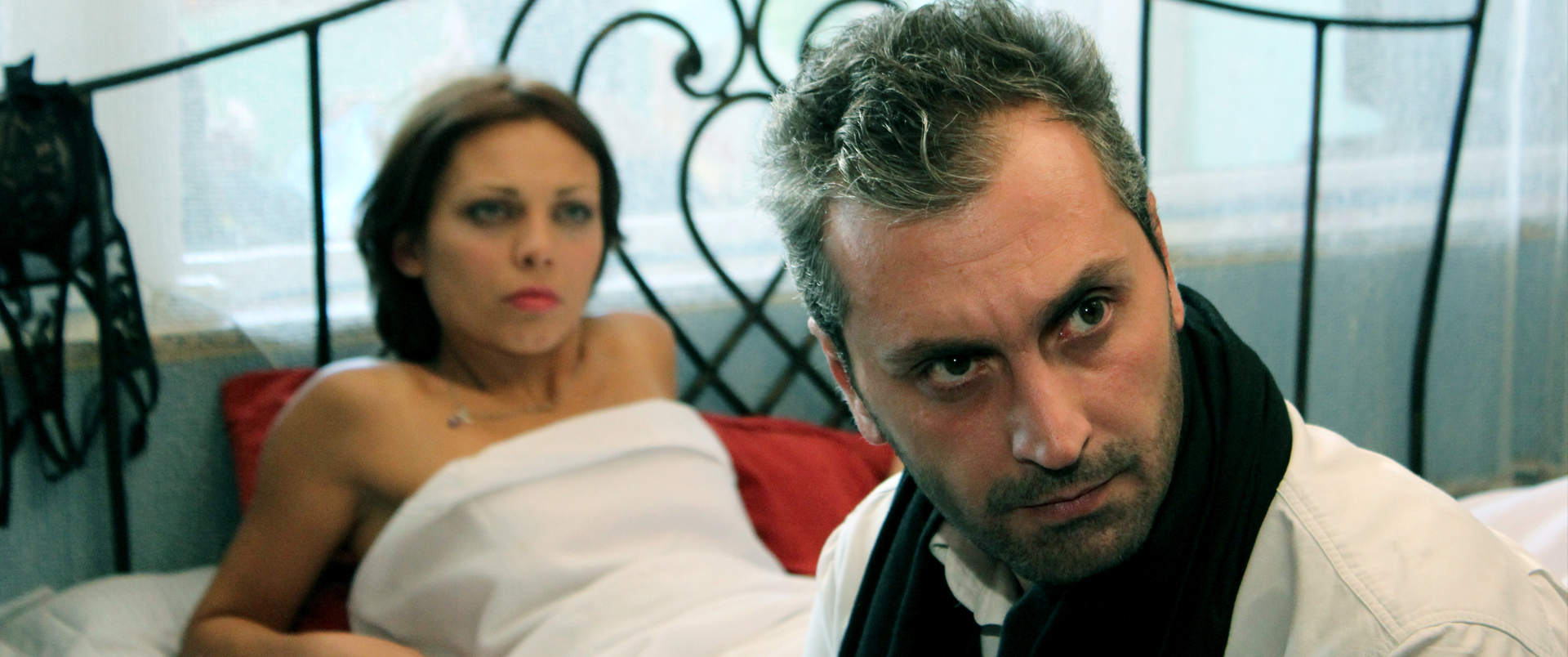
زوراب - مدير أعمال تورن

في 1 فبراير 2016، تم الإعلان أن المخرج نوزاد شيخاني أستأنف العمل مرة أخرى على مونتاج الفيلم بعد توقف دام لأكثر من عام بسبب حملة الإبادة الجماعية التي ارتكبتها داعش بحق الايزيدين في 14 أغسطس 2014 في العراق، وإنشغاله في فيلم الفرمان الأسود The Black Massacre الفيلم الوثائقي الخاص عن الإبادة، كما تم الإعلان على حقوق فيلم «تورن» للمخرج نوزاد شيخاني. في 24 أبريل 2018 تم إصدار البروموشن الرسمي للفيلم.

## العروض الأولى للفيلم والجوائز
العرض العالمي الأول للفيلم كان في مهرجان هوليوود الدولي للصور المتحركة Hollywood International Moving Pictures Film Festival في 28 أبريل 2018 حيث فاز بجائزة أفضل فيلم روائي أجنبي طويل، وجائزة أفضل تصوير سينمائي، بينما كان العرض الدولي الأول في مهرجان كالكوتا الدولي للثقافة السينمائية Calcutta International Cult Film Festival في 26 أغسطس 2018، حيث فاز بجائزة أفضل فيلم عن الأديان، والإنجاز المتميز (إخراج)، والإنجاز المتميز (فيلم روائي طويل). تم ترشيح الفيلم لجائزة Golden Fox Award لعام 2019 ، حيث فاز الفيلم بالجائزة في حفل العرض السنوي للCICFF، في 16 يناير 2019، في Rotary Sadan، في كلكتا. كان للفيلم أيضاً عرض وطني في المسرح الوطني ببغداد، العراق في 25 ديسمبر 2018، حيث كرم مخرج ومنتج الفيلم نوزاد شيخاني بدرع السينما العراقية (الثور المجنح) من قبل وزير الثقافة، ودائرة السينما والمسرح. كان للفيلم أيضا العرض الأول في الدول العربية وافريقيا وذلك في المهرجان الدولي للفيلم العربي بمكناس في 20 يوليو 2019، حيث فاز الفيلم بالجائزة الكبرى (الزيتونة الذهبية). في مدينة ريو دي جانيرو كان للفيلم العرض الأول في أمريكا اللاتينية، وذلك في مهرجان البرازيل السينمائي الدولي بتاريخ 24 أغسطس 2019، وتوج الفيلم بجائزة أفضل فيلم روائي طويل. أما العرض الأول للفيلم في الشرق الأوسط فكان في مهرجان الإسكندرية السينمائي في 13 أكتوبر 2019، حيث فاز الفيلم بجائزة أفضل مخرج.
رشح الفيلم الروائي الطويل تورن إلى جائزة الأوسكار لعام 2020 باسم جمهورية العراق، لكن مخرج ومنتج الفيلم تنازل عن الترشيح، والسبب أن وزارة الثقافة والسياحة والاثار العراقية ودائرة السينما والمسرح، إضافة إلى لجنة فحص الأفلام السينمائية، قامت وعلى مراحل متفاوتة بترشيح فيلمين لجوائز الاوسكار عن جمهورية العراق منها فيلم (تورن)، وبما ان أكاديمية فنون وعلوم الصور المتحركة Academy of Motion Picture Arts and Sciences التي تمنح جوائز الأوسكار تسمح بترشيح فيلم واحد فقط من كل دولة لذا كان على الجهات المعنية في العراق بالعودة إلى المناقشات من أجل التضحية بفيلم من الأفلام المرشحة، قام المخرج شيخاني بطرح مبادرة التنازل دون قيد أو شرط عرفانا منه للسينما العراقية، وتشجيعاً لزملائه المخرجين.

## روابط خارجية
- مقالات تستعمل روابط فنية بلا صلة مع ويكي بيانات